# Andrzej Żurawski (hokeista)
Andrzej Jerzy Żurawski (ur. 6 września 1940 w Toruniu) – polski hokeista, olimpijczyk.
Zawodnik grający jako skrzydłowy napastnik. Wychowanek Pomorzanina Toruń. W klubie tym spędził całą karierę sportową trwającą 20 sezonów od 1954 do 1974.
W reprezentacji Polski w latach 1961–1967 rozegrał 58 meczów, strzelając 11 bramek. Uczestniczył w Igrzyskach Olimpijskich w Innsbrucku (1964) oraz w 4 turniejach o mistrzostwo świata: 1961, 1963, 1966, 1967.